# Деметрий III Еукер
Деметрий III Еукер (Филопатор) е владетел от династията на Селевкидите, син на Антиох VIII Грюпос и Трифаена.
С помощта на египетския цар Птолемей IX Деметрий III идва на власт в Коилесирия през 95 пр.н.е., водейки война срещу брат си Филип I Филаделф в Сирия.
Деметрий III предприема интервенция срещу Макавеите в Юдея и постига победа срещу хасмонейският цар (ок. 93 пр.н.е.), но неговите опити да разшири владенията си са неуспешни. След това настъпва в Сирия срещу Филип I Филаделф, който повиква на помощ партите и арабите; Деметрий III е победен и пленен от партския цар, оставайки негов заложник до смъртта си в 88 пр.н.е.. В Дамаск е наследен от брат си Антиох XII Дионисий.